# 高速鑽孔
高速鑽孔（High-Speed Drilling，簡稱HSD）是切削速度是傳統方式兩倍的鑽孔方式，可以有較好的表面精度及尺寸精度，也會提昇材料去除率（material removing rate），因此可以提昇生產速度。
若要進行高速鑽孔，工具機需要配合可以高速旋轉的主軸，若是鑽頭直徑6mm，其轉速需要到達21000RPM，其切削速度才會到理想的400m/min。其刀具也需要有特殊的形狀，以吸收切削時產生的力，也可以讓較多的切屑離開工件表面。為了保持刀具，刀具夾具的偏心誤差不能超過10um。刀具材料建議用晶粒最細的硬質金屬、陶瓷、切削用陶瓷或多晶質立方氮化硼，而在刀具材料表面一般會再加一層硬質材料保護。
高速鑽孔和一般鑽孔的切削液不同，切削液會使用油質的，不會用油水乳化液，其工作壓力最大會到50bar。不過在高速鑽孔下可以使用貧油潤滑的技術。